# ديفيد شيلتون إدواردز الابن
ديفيد شيلتون إدواردز الابن (بالإنجليزية: David Shelton Edwards Jr.)‏ (24 يوليو 1911 - 8 يوليو 1976) هو ضابط بحري أمريكي.

## نشأته
وُلد في بيدمونت، كاليفورنيا، وهو ابن ديفيد س. (David S.) وإثيل إليزابيث إدواردز (Ethel Elizabeth Edwards). نشأ بالقرب من شواطئ خليج سان فرانسيسكو، وبعد تخرجه من مدرسة بيدمونت الثانوية، التحق بالبحرية كصبي عامل على متن السفينة إس إس فينتورا التابعة لخط ماتسون ‏ في صيف عام 1928 عندما كان عمره 16 عامًا. التحق بجامعة ليلاند ستانفورد (1928-1929) قبل أن ينضم إلى الأكاديمية البحرية ‏ في ماريلاند، بتعيين من ولاية كاليفورنيا، في 30 يونيو 1930. تخرج وحصل على رتبة ضابط بحري في 31 مايو 1934، وتمت ترقيته لاحقًا إلى رتبة قائد (كابتن) في 1 مايو 1953.

## عمله
بعد تخرجه من الأكاديمية البحرية في مايو 1934، خدم بشكل مستمر في البحر حتى مايو 1946، أي ما يقارب اثني عشر عامًا. بدأ خدمته في الطراد يو إس إس بورتلاند، التابع لأسطول المحيط الهادئ، حيث خدم لمدة عامين كضابط مبتدئ في قسم الدفاع الجوي وقسم "F". من مايو 1936 إلى يونيو 1937، كان ضابط القسم الثاني في المدمرة يو إس إس ويتني، التي كانت تعمل من سان دييغو، كاليفورنيا. خدم بعد ذلك في المدمرة ساندز، أولاً كمساعد للمهندس الأول ومهندس مساعد، ولاحقًا كمهندس أول وخلال خروجها من الخدمة في سان دييغو كضابط تنفيذي بالوكالة.
من سبتمبر 1938 إلى أكتوبر 1939، كان ضابط اتصالات في يو إس إس ماهان، مع مهام إضافية متنوعة. وخدم لمدة أربعة عشر شهرًا في يو إس إس بيلي في دورية الحياد من جالفيستون، تكساس. في تلك المدمرة، تولى مهام كضابط أول وضابط مدفعية، وضابط هندسة، وضابط تنفيذي بالوكالة، وأكمل خدمته في المدمرات في ديسمبر 1940. خلال العامين والنصف التاليين، عمل كضابط القسم الثالث، وضابط البطارية الرئيسية، وضابط الدفاع الجوي على متن الطراد يو إس إس بويز، الذي انضم إليه في كاليفورنيا. عمل الطراد بويز كجزء من وحدة هاواي ورافق قافلة إلى مانيلا، الفلبين، في نوفمبر 1941، وكان يعمل في جزر الهند الشرقية الهولندية عندما هاجم اليابانيون بيرل هاربور في 7 ديسمبر 1941، وأصيب بأضرار جسيمة في منطقة جنوب غرب المحيط الهادئ في 11-12 أكتوبر 1942 في رأس إسبيرانس.
حصل على وسام النجمة الفضية "لشجاعته المتميزة في مواجهة العدو الياباني كضابط تحكم لبطارية المدافع من عيار 5 بوصات على متن يو إس إس بويز خلال العمليات بالقرب من رأس إسبيرانس، غوادالكانال، جزر سليمان، في ليلة 11-12 أكتوبر 1942…" حيث أشار التكريم إلى أنه أدار بطاريته "بكفاءة فائقة، حيث التقط الأهداف بسرعة ووجّه النار بشكل صحيح، رغم أن السفينة كانت تتعرض لنيران هائلة…"
في مايو 1943، انضم إلى طاقم قائد الفرقة الثالثة عشر للطرادات (الأدميرال إل تي دوبوز، ولاحقًا الأدميرال إم إل ديو)، وخدم كأمين العلم وكبير الموظفين بالوكالة طوال فترة خدمته التي انتهت في أبريل 1944. شارك في العديد من الحملات العسكرية بما في ذلك غزو صقلية (يونيو 1943)، وغارات على جزيرة تاراوا (سبتمبر 1943) وجزيرة ويك (أكتوبر 1943)، وحملة بوغانفيل (نوفمبر 1943)، وعمليات جزر غيلبرت (نوفمبر-ديسمبر 1943)، وعمليات جزر مارشال (فبراير 1944)، وغيرها.
حصل على وسام النجمة البرونزية من رئيس الولايات المتحدة مع رمز "V" القتالي لخدمته المتميزة كأمين علم وضابط تخطيط وعمليات في طاقم قائد الفرقة الثالثة عشر للطرادات خلال العمليات ضد اليابان.